# Jean-Baptiste Salle
Jean-Baptiste Salle (Vézelise, 28 novembre 1759 – Bordeaux, 19 giugno 1794) è stato un politico e rivoluzionario francese.
Venne eletto agli Stati Generali.

## Biografia
Figlio di un négociante di Vézelise, divenne medico e venne eletto all'Assemblea nazionale costituente nel 1789 dove lottò contro il diritto di veto e poi alla Convenzione nazionale nel 1792 alla quale prese parte dai banchi dei girondini. Si oppose alla condanna a morte del re e fu il primo a proporre l'appello al popolo, poi propose la detenzione fino al raggiungimento della pace ed infine l'esilio dopo la guerra.
Tra i fondatori del Club dei Foglianti, venne spiccato un mandato di arresto contro di lui il 2 giugno 1793. Riuscì a fuggire da Parigi e a rifugiarsi a Chartres e quindi a Caen, rifugiandosi infine con Élie Guadet presso il padre di quest'ultimo a Saint-Émilion. Denunciati, i due deputati vennero condotti a Bordeaux, dove vennero processati e ghigliottinati.